# Кубок африканських чемпіонів 1993
Кубок африканських чемпіонів 1993 — 29-й розіграш турніру, що проходив під егідою КАФ. Матчі проходили з квітня по 10 грудня 1993 року. Турнір проходив за олімпійською системою, команди грали по два матчі. Усього брали участь 41 команда. Чемпіонський титул утретє здобув єгипетський клуб «Замалек» із Гіза.

## Кваліфікація

### Попередній раунд
| Команда 1          | Заг.  | Команда 2                | 1-й матч | 2-й матч |
| ------------------ | ----- | ------------------------ | -------- | -------- |
| Кошта да Сул       | 2:1   | Рамблерс                 | 2:1      | 0:0      |
| Аконангуї          | 1:4   | ТП УСКА Бангі            | 1:2      | 0:2      |
| Джоліба            | 2:1   | Сонадер                  | 1:0      | 1:1      |
| АСЕК Ндіамбур      | 3:2   | Мінделенси               | 1:1      | 2:1      |
| Сагель             | 4:0   | Елект-Спорт              | 2:0      | 2:0      |
| Сент-Джордж        | 1:2   | Малінді                  | 1:1      | 0:1      |
| СКЛ Ганнерз        | 0:7   | Кайзер Чифс              | 0:1      | 0:6      |
| Матлама            | 3:4   | Санрайс Флак Юнайтед     | 2:1      | 1:3      |
| Мбабане Гайлендерс | 0:3   | Сотема                   | 0:1      | 0:2      |
| Кійову             | т. п. | Бата Буллетс             | —        | —        |
| ЛПРК Ойлерс        | т. п. | Етуаль-Філант (Ломе)     | —        | —        |
| Примейру де Агошту | т. п. | Буффле де Боржу          | —        | —        |
| Спортінг (Бісау)   | т. п. | Етуаль-Філант (Уагадуду) | —        | —        |

Примітки
1. ↑  «Бата Буллетс» знявся з турніру.
2. ↑  «Етуаль-Філант» (Ломе) знявся з турніру.
3. ↑  «Буффле де Боржу» знявся з турніру.
4. ↑  «Етуаль-Філант» (Уагадуду) знявся з турніру.

### Перший раунд
| Команда 1                | Заг.    | Команда 2         | 1-й матч | 2-й матч |
| ------------------------ | ------- | ----------------- | -------- | -------- |
| Сотема                   | т. п.   | Блек Асез         | —        | —        |
| Леопардс (Найроби)       | 1:2     | Нкана Ред Девілз  | 1:1      | 0:1      |
| Согара                   | 2:0     | Етуаль дю Конго   | 2:0      | 0:0      |
| Кошта да Сул             | т. п.   | Біломбе           | —        | —        |
| Джоліба                  | 1:3     | АСЕК Мімозас      | 1:1      | 0:2      |
| Етуаль Філант (Уагадугу) | 1:2     | Оран              | 1:0      | 0:2      |
| Кавкаб                   | 5:1     | Горойя            | 5:0      | 0:1      |
| Кійовус                  | 3:9     | Кайзер Чифс       | 2:5      | 1:4      |
| ЛПРК Ойлерс              | 0:6     | Клуб Африкен      | 0:3      | 0:3      |
| Малінді                  | 0:5     | Замалек           | 0:1      | 0:4      |
| Наківубо Вілла           | 2:2 (ч) | Вітал'О           | 1:0      | 1:2      |
| АСЕК Ндіамбур            | 3:4     | Відад             | 2:1      | 1:3      |
| Примейру де Агошту       | 2:4     | Расінг (Бафусан)  | 2:2      | 0:2      |
| Сагель                   | 0:2     | Асанте Котоко     | 0:0      | 0:2      |
| Санрайс Флак Юнайтед     | 3:0     | Хіляль Аль-Сахіль | 2:0      | 1:0      |
| ТП УСКА Бангі            | 3:5     | Стейшенері Стоз   | 1:3      | 2:2      |

Примітки
1. ↑  «Блек Асез» знявся з турніру.
2. ↑  «Біломбе» знявся з турніру.
3. ↑  «ЛПРК Ойлерс» був дискваліфікований.

### Другий раунд
| Команда 1        | Заг.    | Команда 2            | 1-й матч | 2-й матч |
| ---------------- | ------- | -------------------- | -------- | -------- |
| Сотема           | 2:8     | Наківубо Вілла       | 0:2      | 2:6      |
| Согара           | 3:2     | Клуб Африкен         | 1:0      | 2:2      |
| АСЕК Мімозас     | 3:1     | Кошта да Сул         | 2:0      | 1:1      |
| Асанте Котоко    | 3:1     | Кавкаб               | 3:0      | 0:1      |
| Кайзер Чифс      | 2:2 (ч) | Замалек              | 2:1      | 0:1      |
| Нкана Ред Девілз | 1:1 (ч) | Санрайс Флак Юнайтед | 0:0      | 1:1      |
| Расінг (Бафусан) | 1:2     | Оран                 | 1:0      | 0:2      |
| Відад            | 4:5     | Стейшенері Стоз      | 3:1      | 1:4      |

## Плей-оф

### Чвертьфінал
| Команда 1        | Заг. | Команда 2        | 1-й матч | 2-й матч |
| ---------------- | ---- | ---------------- | -------- | -------- |
| Согара           | 3:3  | Стейшенері Сторз | 3:2      | 0:1      |
| Наківубо Вілла   | 1:4  | АСЕК Мімозас     | 1:1      | 0:3      |
| Нкана Ред Девілз | 1:3  | Асанте Котоко    | 1:0      | 0:3      |
| Замалек          | 5:1  | Оран             | 4:0      | 1:1      |

Примітки
1. ↑  «Наківубо Вілла» знявся з турніру після першого матчу.

| 3 вересня 1993 |

| Согара | 3:2      | Стейшенері Сторз |
| ------ | -------- | ---------------- |
|        | Протокол |                  |

|  |

| 3 вересня 1993 |

| Наківубо Вілла | 1:1      | АСЕК Мімозас |
| -------------- | -------- | ------------ |
|                | Протокол |              |

| Наківубо, Кампала |

| 3 вересня 1993 |

| Нкана Ред Девілз | 1:0      | Асанте Котоко |
| ---------------- | -------- | ------------- |
|                  | Протокол |               |

| Скрівенерз, Кампала |

| 3 вересня 1993 |

| Замалек                                           | 4:0      | Оран |
| ------------------------------------------------- | -------- | ---- |
| Мансур 4' Амуніке 13' Нссар 45' Ґандур 56' (пен.) | Протокол |      |

| Стадіон Осман Ахмед Осман Глядачів: 20 000 |

| 17 вересня 1993 |

| Стейшенері Сторз | 1:0      | Согара |
| ---------------- | -------- | ------ |
|                  | Протокол |        |

| Онікан, Лагос |

| 17 вересня 1993 |

| Асанте Котоко | 3:0      | Нкана Ред Девілз |
| ------------- | -------- | ---------------- |
|               | Протокол |                  |

| Кумасі Спортс, Кумасі |

| 17 вересня 1993 |

| Оран | 1:1      | Замалек         |
| ---- | -------- | --------------- |
| ? ?' | Протокол | Валід Моааз 25' |

| Стадіон Агмеда Забана, Оран |

### Півфінал
| Команда 1    | Заг. | Команда 2        | 1-й матч | 2-й матч |
| ------------ | ---- | ---------------- | -------- | -------- |
| АСЕК Мімозас | 3:3  | Асанте Котоко    | 3:1      | 0:2      |
| Замалек      | 3:2  | Стейшенері Сторз | 3:1      | 0:1      |

| 16 жовтня 1993 |

| АСЕК Мімозас | 3:1      | Асанте Котоко |
| ------------ | -------- | ------------- |
|              | Протокол |               |

| Стадіон Фелікса Уфуе-Буаньї, Абіджан |

| 31 жовтня 1993 |

| Асанте Котоко | 2:0      | АСЕК Мімозас |
| ------------- | -------- | ------------ |
|               | Протокол |              |

| Кумасі Спортс, Кумасі |

| 16 жовтня 1993 |

| Замалек                           | 3:1      | Стейшенері Сторз |
| --------------------------------- | -------- | ---------------- |
| Мансур 31', 65' Ґандур 62' (пен.) | Протокол | ? ?'             |

| Міжнародний стадіон, Каїр |

| 31 жовтня 1993 |

| Оран | 1:0      | Замалек |
| ---- | -------- | ------- |
| ? ?' | Протокол |         |

| Онікан, Лагос |

### Фінал
| 28 листопада 1993 |

| Асанте Котоко | 0:0 | Замалек |
| ------------- | --- | ------- |
|               |     |         |

| Кумасі Спортс, Кумасі Арбітр: Петрос Матабела (ПАР) |

| 10 грудня 1993 |

| Замалек | 0:0      | Асанте Котоко |
| ------- | -------- | ------------- |
|         |          |               |
|         | Пенальті |               |
|         | 7:6      |               |

| Міжнародний стадіон, Каїр Глядачів: 70 000 Арбітр: Неджі Джуіні (Танзанія) |

| Чемпіон Кубка африканських чемпіонів 1993 [[Файл:Flag of Egypt.svg\|border\|border\|100px\|Єгипет]] Замалек (3-й титул) |